# Plano subjetivo

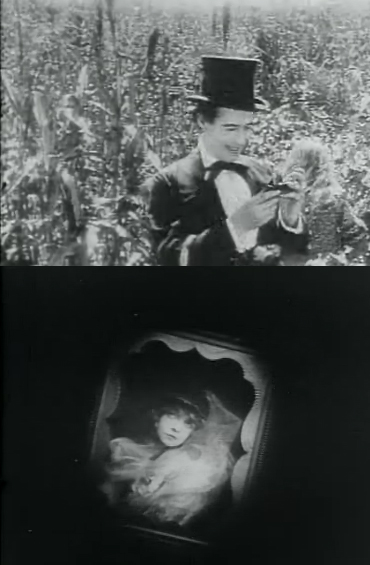
El encuadre de este plano cinematográfico se sitúa a la altura de los ojos, como si la cámara adoptase el punto de vista del sujeto.

El plano subjetivo es un tipo de plano cinematográfico en el que el encuadre se posiciona este plano cinematográfico  la altura de los ojos del actor, colocando al espectador de forma que percibe lo mismo que el personaje en cuestión. O, dicho de otro modo, es aquel en el que la cámara adopta el punto de vista de alguno de los personajes, en inglés POV (point of view). La palabra subjetivo es definida por la RAE como adjetivo “Perteneciente o relativo al sujeto, considerado en oposición al mundo externo.”
Muestra las acciones y acontecimientos como si el espectador fuera el propio protagonista. Para hacer que el espectador se sienta protagonista de la escena, se recomienda que este plano sea precedido por un primer plano de la persona que observa la escena mirando fuera de cámara.
En algunos casos, el plano subjetivo, puede adoptar una intención de carácter omnisciente, es decir, se pone en contexto a un testigo no presente que lleva a cabo la acción, como por ejemplo en el caso de la representación de la “mirada de Dios”. La película que mejor representa es el drama de suspense ‘Mystic river’, dirigida por Clint Eastwood en el año 2003.

## Utilización
Este plano se utiliza en gran medida en los documentales, con el ejemplo de un programa de noticias en el que el presentador se dirige directamente al objetivo de la cámara, lo que provoca que cada espectador tenga la sensación de que está hablando directamente con él.
En general estos planos se utilizan sobre todo en las entrevistas, en las cuales el entrevistado debe mirar al reportero o a la cámara de manera constante ya que mirar al suelo o a los lados está mal visto. Otro ejemplo de uso del plano subjetivo es un viaje de una montaña rusa en un cine en el que la pantalla envolvente produce una sensación al espectador de ser él mismo quien está en el lugar en cuestión.
No se debe abusar del plano subjetivo ya que puede llegar a ser incómodo para el espectador, pero si se usa de forma moderada tiene gran éxito por la gran implicación del espectador en la escena.

## Origen e Historia
En los primeros años del cine, no se pensaba que el plano subjetivo fuera importante dentro del lenguaje cinematográfico. Esto se debía a la manera que se había establecido de tratar el plano cinematográfico como un cuadro, hecho que afirma Emmanuel Siety en ‘El plano en el origen del cine’ en 2001. Es verdad que en un principio el plano cinematográfico se concebía y se representaba como si fuese la vista. Dicho de otra manera, se percibía la cámara como una herramienta para capturar la realidad de un modo naturalista. Es por eso que no se entendía el plano subjetivo en un comienzo, ya que aún no se había explorado suficiente las diferentes aplicaciones narrativas del cine.
De hecho, el primer registro de un plano subjetivo, fue en la película de George Albert Smith ‘As Seen through a Telescope’ en 1900. Cinco años más tarde, en el año 1905, en La Vie du Christ (La vida de Cristo), Victorin Jasset utilizó una técnica muy original para mostrar con su cámara el punto de vista de Cristo desde lo alto de la cruz, el cual es considerado el primer plano subjetivo del cine. A pesar de esto, todavía tardaron años en cambiar la concepción del plano cinematográfico en vista de cuadro, la cual había sido promovida por Méliès. Sin embargo, como excepción, en 1922, en ‘Laborer’s Love’ de Zhang Sichuan podemos hallar el uso de este plano subjetivo.
Dos décadas más tarde, en Estados Unidos, se intentó grabar la primera película en plano subjetivo, ‘La dama del lago’, la cual fue dirigida y protagonizada por Robert Montgomery y se basó en una novela de Chandler.
Probablemente el caso más destacado en el que se empleó el plano subjetivo, fue en la ópera prima de Jean-Luc Godard, ‘Al final de la escapada’. El uso de este recurso cinematográfico no se limitó al aspecto narrativo, sino que abarcó la intención de los distintos puntos de vista de los personajes.

## El plano subjetivo en los distintos géneros cinematográficos

### Género romántico
A la hora de transmitir una situación amorosa entre los distintos personajes de una historia, la utilización del plano subjetivo puede ser una estupenda selección. Existen diversos tipos de elementos cinematográficos que sirven para crear un ambiente óptimo de amor, pasión y ternura.
No obstante, el plano subjetivo no únicamente logra mostrarnos lo que siente un personaje, sino que también posee un efecto directo hacia el espectador, que hace que podamos sentir ese sentimiento que se pretende transmitir hacia el personaje que estamos observando. En otras palabras, no solo alcanzamos ver en primera persona las emociones y los sentimientos que el personaje en cuestión está experimentando, sino que además nos afecta plenamente en el modo en el que vemos al otro personaje.

#### Ejemplos
Titanic (1997): escena en la que Jack (Leonardo DiCaprio) y Rose (Kate Winslet) se encuentran bailando dando vueltas en círculos, con la que nos muestran a través de planos subjetivos, la mirada de cada uno.
El Gran Hotel Budapest (2014): escena entre los personajes de Agatha (Saoirse Ronan) y Zero (Tony Revolori) en el tiovivo. Después de ver la dedicatoria del libro que Zero ha hecho para ella, como símbolo de su reciente amor, podemos ver el plano subjetivo, en el que se nos muestra la intensa mirada de Zero hacia Agatha.

### Género de ciencia ficción
En las películas de ciencia ficción, los planos subjetivos se usan con la intención de mostrar una mirada lejana de modo que los otros personajes no sean conscientes de ella, debido a que mayoritariamente, se utilizan para mostrar la visión de algún tipo de inteligencia artificial o extraterrestre. En este caso, puede ser usado con la intención de aumentar el misterio y el suspense, así como para introducir una sensación próxima al terror.

#### Ejemplos
Están vivos (1988): escena de John Nada (Roddy Piper) y un misterioso hombre mayor que resulta ser un ciborg de apariencia humana. El plano subjetivo se usa para que el espectador pueda ver lo que ve a través de las gafas John Nada al mirar al ciborg. Se trata de una escena perturbadora pero a la vez de comedia, debido a la respuesta que tiene el robot ante John Nada.
Matrix (1999): escena entre Neo (Keanu Reeves) y Morfeo (Laurence Fishburne), donde Morfeo le da a escoger a Morfeo entre dos píldoras, una azul y otra roja. En este plano subjetivo, vemos la mirada de Neo hacía Morfeo, en la cual además, se ve reflejado el propio Neo en las gafas de Morfeo.

### Género de terror
En las películas de terror se usan mucho los planos subjetivos, debido a que ofrecen una forma singular de jugar entre lo que se ve y lo que no. Esto se consigue mediante la utilización de dos tipos de plano, uno en el que el personaje se encuentra en una posición de poder hacia el otro personaje, y otro donde se muestra una postura más vulnerable ante lo temido y desconocido, que sería el plano subjetivo de lo que ve a través de los ojos el personaje que sufre el temor.
Se trata de un juego psicológico que hace que entres en un estado de miedo y angustia.
Los planos subjetivos en este tipo de películas, sitúan al espectador en una posición de incomodidad e intranquilidad, por lo que resultan perfectos para las películas de terror.

#### Ejemplos
Psicosis (1960): escena mítica de la historia del cine, creada por el gran Alfred Hitchcock, donde el personaje de Norman Bates asesina brutalmente a Marion Crane en la ducha. Hitchcock emplea el plano subjetivo alternando entre la mirada de estos dos personajes con el objetivo de crear un ambiente de perturbación.
El silencio de los corderos (1991): uno de los planos subjetivos que más destaca en esta clásica película de los noventa, es en la que Clarice Starling (Jodie Foster) se encuentra a oscuras apoyada en una pared y el psicópata (Frank Seals Jr.) la está mirando a través de unas gafas de visión nocturna.